# 352 v. Chr.
Portal Geschichte | Portal Biografien | Aktuelle Ereignisse | Jahreskalender | Tagesartikel

◄ |
5. Jahrhundert v. Chr. |
4. Jahrhundert v. Chr. |
3. Jahrhundert v. Chr. |
►

◄ | 370er v. Chr. | 360er v. Chr. | 350er v. Chr. | 340er v. Chr. |
330er v. Chr. |
►

◄◄ | ◄ | 355 v. Chr. | 354 v. Chr. | 353 v. Chr. | 352 v. Chr. |
351 v. Chr. |
350 v. Chr. |
349 v. Chr. |
► |
►►

## Ereignisse

### Makedonien

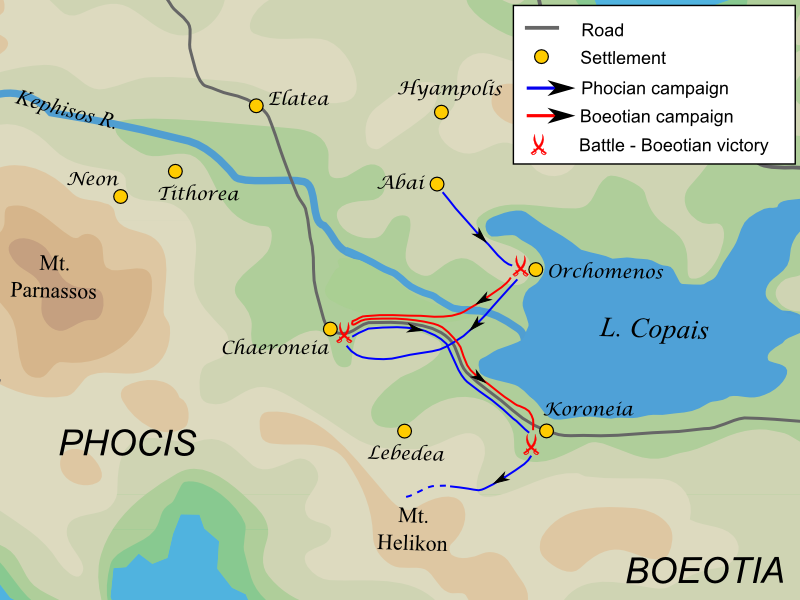
Der Dritte Heilige Krieg 352 v. Chr.

- Makedonien erobert die thrakische Küstenstadt Abdera.
- Nach einer verlorenen Schlacht im Vorjahr kehren die Makedonier unter Philipp II. zurück nach Thessalien und greifen die Phoker an. In der Schlacht auf dem Krokusfeld schlägt Philipp II. die Phoker im Dritten Heiligen Krieg vernichtend.
- Philipp II. wird vom Thessalischen Bund zum Archon (und damit Führer) gewählt. Damit steigt er zum uneingeschränkten Herrn der Region auf. Fortan kann Philipp auch über die Armee seiner südlichen Nachbarn gebieten. In Piräus steht Athens mächtige Flotte dem Makedonier zu Diensten.

### Kaiserreich China
siehe Hauptartikel Kaiserreich China
- Lu Kang Gong wird neuer Herrscher des Lu-Reiches.

## Geboren
- Philipp III. Arrhidaios, König von Makedonien († 317 v. Chr.)